# Léonard Motard
Léonard Bernard Motard, né le 27 juillet 1771 à Honfleur (Calvados) et mort le 25 mai 1852 à Honfleur, est un contre-amiral français.

## Biographie
Fils du marin François Motard, il s'engage à 15 ans dans la Marine nationale. Il est promu officier, enseigne de vaisseau, à 22 ans, en 1793, puis lieutenant de vaisseau en 1794 et capitaine de frégate le 1er mai 1798, quelques jours avant le départ de l’expédition d’Égypte, à laquelle il prend part comme sous-chef d'état-major général sur le vaisseau amiral l'Orient, aux ordres de l'amiral Brueys. Le 1er août 1798, lors de la bataille d'Aboukir, il échappe de peu à l'explosion de l'Orient et, blessé à la jambe, est fait prisonnier avant d'être échangé en décembre 1799. Il participe en 1801 à l'expédition de Saint-Domingue. En 1803, il se voit confier le commandement de la frégate La Sémillante (en). Il prend part à la bataille de Poulo Aura en 1804. Il rentre en France en 1809.
En récompense des services rendus, l'empereur Napoléon le fait commandeur de la Légion d'honneur en décembre 1809 et baron d'Empire en novembre 1810. En janvier 1811, il commande l'école spéciale de la marine à Toulon. Il est admis à la retraite en 1813 comme capitaine de vaisseau et finalement promu contre-amiral honoraire par le roi Louis XVIII en juillet 1814. Il se retire à Honfleur, où il meurt en 1852.
Il est enterré dans le cimetière de Honfleur, où un mausolée lui a été construit grâce à une souscription locale.

## Distinction
- Commandeur de la Légion d'honneur (1809)[5]